# Sabera caesina
Sabera caesina là một loài bướm ngày thuộc họ Hesperiidae. Nó được tìm thấy ở Queensland, Papua New Guinea, Quần đảo Aru và Irian Jaya.
Sải cánh dài khoảng 30 mm.

## Phụ loài
- Sabera caesina caesina
- Sabera caesina albifascia (Miskin, 1889)
- Sabera caesina barina Fruhstorfer, 1910 (Papua New Guinea)

## Hình ảnh

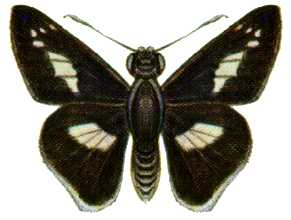